# Cloreto de etila
Cloreto de etila é um composto químico de fórmula C2H5Cl, utilizado na produção de corantes, medicamentos, fertilizantes, agrotóxicos e de etilcelulose. Também pode ser utilizado como agente de refrigeração, como anestésico local e como solvente para gorduras, resinas, ceras, fósforo e enxofre. É encontrado normalmente na forma de um gás incolor e inflamável. Foi anteriormente utilizado na produção de tetraetilchumbo, um aditivo da gasolina (extinto no Brasil), e na composição dos líquidos lança-perfumes. 